# Malaisemyia ranee
Malaisemyia ranee là một loài ruồi trong họ Pediciidae. Chúng phân bố ở vùng Indomalaya.